# جراثيم ثؤلولية

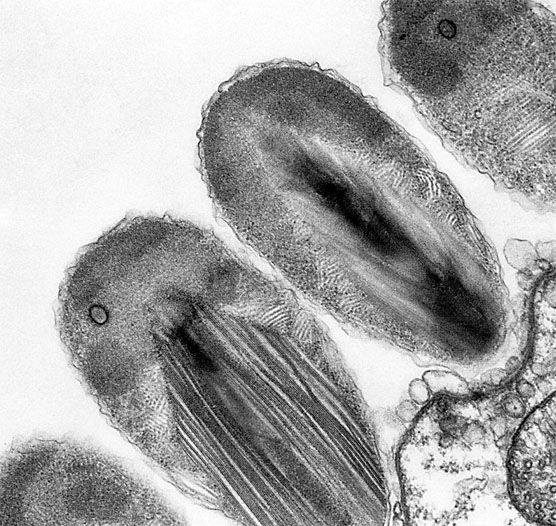

جراثيم ثؤلولية (بالإنجليزية: Verrucomicrobia)‏ هي شعبة مصنفة حديثاً من ال بكتيريا سلبية الغرام وتحتوي على عدد قليل فقط من الأنواع الموصوفة.